# Komiljon Tuxtayev
Komiljon Aliyevich Tuxtayev (ur. 30 października 1997 w Yangiobodzie) – uzbecki narciarz alpejski.
Dwukrotnie brał udział w mistrzostw świata.
Jego najlepszym wynikiem na zawodach tej rangi jest 50. miejsce w slalomie gigancie osiągnięte podczas Mistrzostw Świata 2017 w szwajcarskim Sankt Moritz.
Tuxtayev był reprezentantem Uzbekistanu na Zimowych Igrzyskach Olimpijskich 2018 w południowokoreańskim Pjongczangu.

## Osiągnięcia

### Igrzyska olimpijskie
| Miejsce | Dzień     | Rok  | Miejscowość | Konkurencja | Czas biegu | Strata | Zwycięzca       |
| ------- | --------- | ---- | ----------- | ----------- | ---------- | ------ | --------------- |
| 52.     | 18 lutego | 2018 | Pjongczang  | Gigant      | 2:18,04    | +17,95 | Marcel Hirscher |
| DNF1    | 22 lutego | 2018 | Pjongczang  | Slalom      | 1:38,99    | -      | André Myhrer    |
| 29.     | 13 lutego | 2022 | Pekin       | Gigant      | 2:09,35    | +18,14 | Marco Odermatt  |
| DSQ1    | 16 lutego | 2022 | Pekin       | Slalom      | 1:44,09    | -      | Clément Noël    |

### Mistrzostwa świata
| Miejsce | Dzień     | Rok  | Miejscowość       | Konkurencja | Czas biegu | Strata | Zwycięzca            |
| ------- | --------- | ---- | ----------------- | ----------- | ---------- | ------ | -------------------- |
| 60.     | 13 lutego | 2015 | Vail/Beaver Creek | Gigant      | 2:34,16    | -      | Ted Ligety           |
| DNF1    | 15 lutego | 2015 | Vail/Beaver Creek | Slalom      | 1:57,47    | -      | Jean-Baptiste Grange |
| 50.     | 17 lutego | 2017 | Sankt Moritz      | Gigant      | 2:13,31    | -      | Marcel Hirscher      |
| 66.     | 19 lutego | 2017 | Sankt Moritz      | Slalom      | 1:34,75    | -      | Marcel Hirscher      |
| 46.     | 15 lutego | 2019 | Åre               | Gigant      | 2:20,24    | +19,75 | Henrik Kristoffersen |
| DNF1    | 17 lutego | 2019 | Åre               | Slalom      | 2:05,86    | -      | Marcel Hirscher      |

### Mistrzostwa świata juniorów
| Miejsce | Dzień    | Rok  | Miejscowość | Konkurencja | Czas biegu | Strata | Zwycięzca            |
| ------- | -------- | ---- | ----------- | ----------- | ---------- | ------ | -------------------- |
| DNF1    | 8 marca  | 2015 | Hafjell     | Gigant      | 2:23,37    | -      | Henrik Kristoffersen |
| DNF2    | 9 marca  | 2015 | Hafjell     | Slalom      | 1:37,55    | -      | Henrik Kristoffersen |
| 54.     | 11 marca | 2015 | Hafjell     | Kombinacja  | 1:58,25    | +17,76 | Loïc Meillard        |
| 77.     | 11 marca | 2015 | Hafjell     | Supergigant | 1:15,87    | +8,99  | Miha Hrobat          |
| 70.     | 13 marca | 2015 | Hafjell     | Zjazd       | 1:29,62    | +13,21 | Henri Battilani      |

### Puchar Świata

#### Miejsca w klasyfikacji generalnej
- sezon 2015/2016: -

#### Miejsca na podium w zawodach
Tuxtayev nie stanął na podium zawodów PŚ.